# Wedding Album
Wedding Album är det tredje och sista albumet med experimentell musik av John Lennon och Yoko Ono.  Den är inspelad och utgiven 1969 och innehåller två låtar.

## Spellista
Alla låtar är skrivna av John Lennon och Yoko Ono.

### Sida ett
1. "John & Yoko" – 22:44

### Sida två
1. "Amsterdam" – 25:00

### CD bonuslåtar
1. "Who Has Seen The Wind?" (Yoko Ono) – 2:05
2. "Listen, The Snow Is Falling" – 3:25
3. "Don't Worry Kyoko (Mummy's Only Looking For Her Hand In The Snow)" - 2:35

## Musiker
- John Lennon: Gitarr, keyboard, hjärtslag, sång.
- Yoko Ono: Sång, hjärtslag.
- Klaus Voormann: Elgitarr, bas.
- Nicky Hopkins: Piano, klockinstrument.
- Hugh McCracken: Piano, klockinstrument.